# CIBG

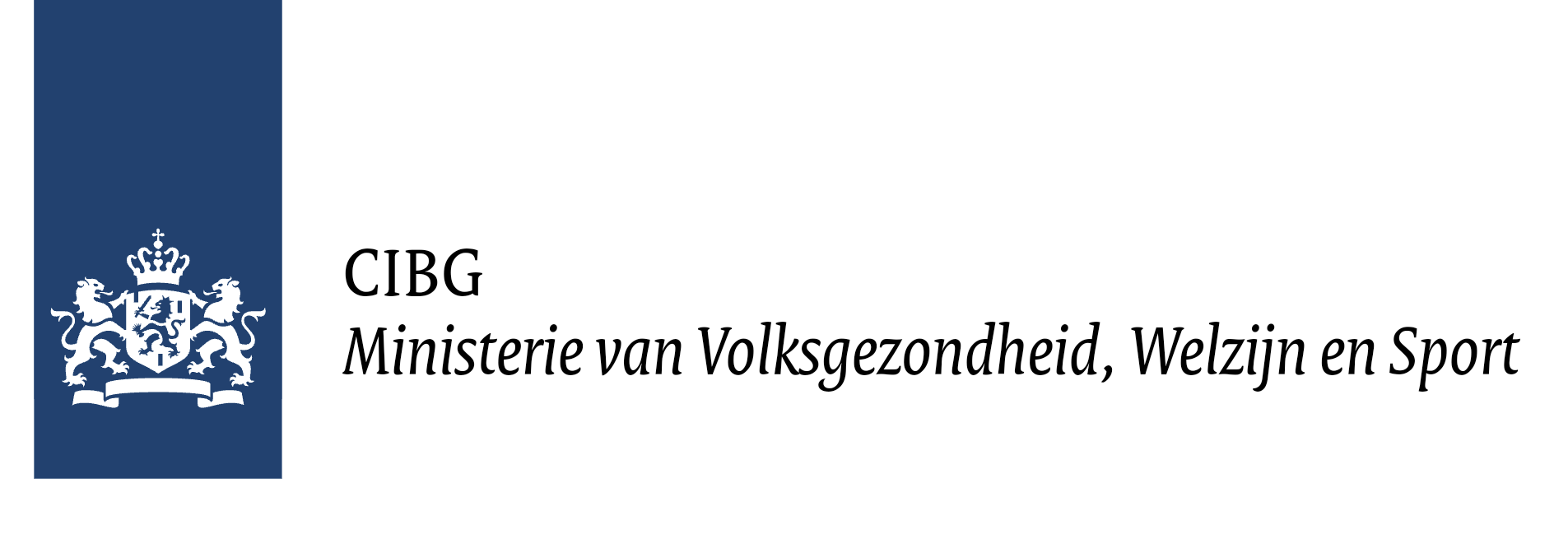
Logo van het CIBG.

Het CIBG is een uitvoeringsorganisatie van het Nederlandse ministerie van Volksgezondheid, Welzijn en Sport.
De letters CIBG stonden oorspronkelijk voor Centraal Informatiepunt Beroepen Gezondheidszorg, maar die betekenis is niet meer ladingdekkend. Daarom wordt alleen de afkorting nog als naam gevoerd. Het CIBG startte in 1995 als project en is sinds 2003 een zelfstandige uitvoeringsorganisatie.
Het CIBG voert overheidsbeleid uit, met name op gebied van de zorg. Zo registreert het CIBG zorgverleners in het BIG-register en orgaandonoren in het Donorregister. Verder zorgt het CIBG voor veilige digitale gegevensuitwisseling in de zorg met de UZI-pas. Het CIBG maakt ook de productie en verspreiding van medicinale cannabis mogelijk. De meeste taken van het CIBG liggen op het gebied van zorgregistraties.
Het CIBG heeft vestigingen in Den Haag en Heerlen.